# Ивано-Шейчинский сельский совет
Ива́но-Ше́йчинский се́льский сове́т входил до 2020 года в состав Богодуховского района Харьковской области Украины.
Административный центр сельского совета находился в селе Ивано-Шейчино.

## История
- 1918 — дата образования Шейчинского сельского Совета в селе Шейчино в составе … волости Богодуховского уезда Харьковской губернии ДКР.
- С 1923 года — в составе Богодуховского района Богодуховского округа (затем Ахтырского), с 1932 — Харьковской области УССР.
- После ВОВ двенадцать[4] хуторов вдоль реки были объединены в одно село Ивано-Шейчино (укр. Ивано-Шийчине). Сверху вниз по течению эти хутора в 1941 году:
- Ахремцев — левый берег, 20 дворов.
- Булахов — оба берега, 120 дворов.
- Стенки — левый берег, 20 дворов.
- Удовенки — оба берега, 18 дворов, две ветряные мельницы.
- Шейчино — левый берег, 35 дворов, две ветряные мельницы.
- Иванки — правый берег, 60 дворов, школа, ветряная мельница.
- Лазорки — оба берега правого притока, 70 дворов, ветряная мельница.
- Наказные хутора — левый берег, 30 дворов, ветряная мельница.
- Острасы — правый берег, 70 дворов, ветряная мельница.
- Червона долина — оба берега, 40 дворов.
- Перевозены — левый берег, 10 дворов.
- Гадзы — левый берег, 4 двора, ветряная мельница.
- Оленинки — левый берег, 40 дворов.
- Степовой — левый берег, 28 дворов, ветряная мельница; на противоположном берегу от Шевченко(во).[5]
- Ивано-Шейчинский сельский совет просуществовал 103 года.

## Адрес сельсовета
- 62120, Харківська обл., Богодухівський р-н, с. Івано-Шийчине, вул. Шкільна, 1а.

## Населённые пункты совета
- село Ива́но-Ше́йчино[1][6]
- село Братеница
- село Тимофе́евка